# Stará radnice (Prostějov)
Stará radnice v Prostějově byla postavena v 1. polovině 16. století. Původně renesanční budova s bohatě zdobeným portálem byla barokně upravena v roce 1698. Je na seznamu nemovitých kulturních památek ČR.  Od roku 1905 byla budova využívána jako muzeum. V současné době je v budově umístěno Muzeum a galerie města Prostějova. .

## Historie
Rozhodnutí o výstavbě radnice bylo v Prostějově přijato v roce 1521. Za tím účelem byly odkoupeny dva měšťanské domy na náměstí v blízkosti kostela Povýšení sv. kříže. Autor projektu, jehož jméno není známo, navrhl podélnou jednoposchoďovou budovu o délce 21 m, která byla předsunuta před stávající linii domů směrem do náměstí. Během výstavby se město zadlužilo o bylo nuceno stavbu prodat soukromníkovi jako právovárečný dům. V přízemí se provozovala kupecká činnost, od konce 16. století zde byla i městská zbrojnice. Místnosti v 1. patře, které využívala obec jako úřad, byly přístupné zvenčí dvojstranným schodištěm z rohů budovy. Schody se scházely v malém tříobloukovém arkádovém loubí se stříškou. Radnice byla dokončena v roce 1530. Po zlepšení finančních poměrů nechali radní v letech 1538-1539 zhotovit krásný renesanční portál.
V roce 1697 při velkém požáru města byla zasažena i radnice, shořela střecha a byly zničeny místnosti v 1.patře. Návrh na přestavbu v barokním slohu vypracoval pravděpodobně Giovanni Pietro Tencalla. Přístupové schodiště bylo zakryto a vznikla lodžie s devíti arkádovými oblouky. Přestavba byla dokončena v roce 1698. Další stavební úpravy byly provedeny až v roce 1884, kdy bylo odstraněno schodiště z jedné strany a vstup získal dnešní podobu. V letech 1848 až 1903 byl v budově umístěn okresní soud. V roce 1905 sem bylo přemístěno Národopisné a průmyslové museum města Prostějova a Hané. V roce 1908 byla dokončena výstavba místností v druhém patře. Další úpravy a rekonstrukce proběhly v letech 1922-1923. Boční trakt prodělal nepříliš zdařilé novodobé úpravy v letech 1988–1991. Komplexní rekonstrukce pláště hlavní budovy proběhla v letech 2009–2010. 

## Popis

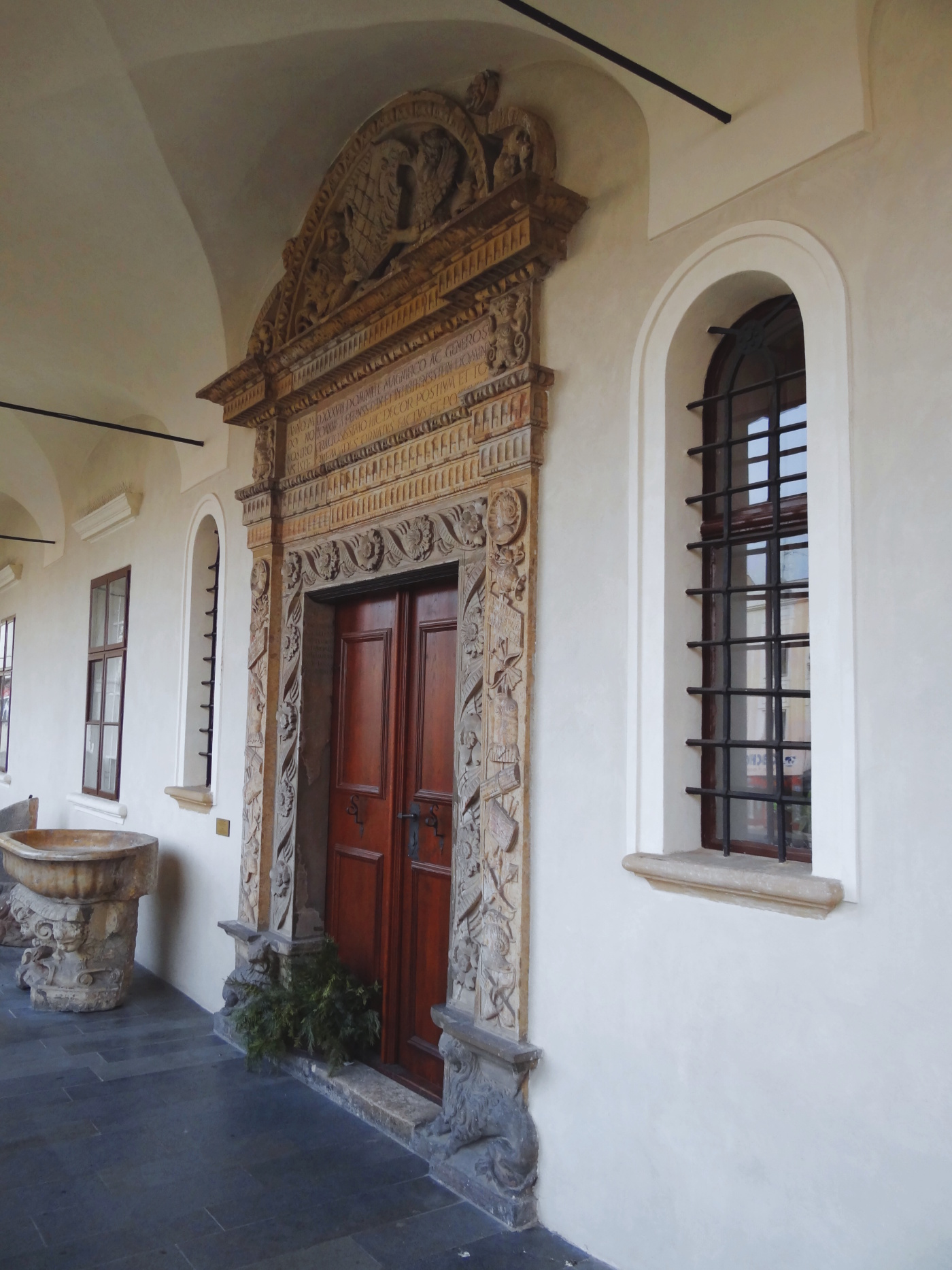
renesanční portál

Objekt staré radnice se skládá ze dvou původně samostatných domů. Hlavní budova má tři podlaží a je obrácena směrem do náměstí. Před její průčelí je představěna zastřešená lodžie s arkádami, která po každé straně o jedno arkádové pole přesahuje délku budovy. Masivní profilovaná římsa dělí lodžii na přízemí a patro. Přízemí člení bosované pilíře, mezi nimiž jsou čtvercová okna. Hlavní vstup do budovy je z lodžie v prvním patře, kam vede kamenné schodiště na západní straně. Dvoukřídlé dřevěné dveře lemuje kamenný renesanční portál, po stranách zdobený reliéfy městských práv a tabulkami se jmény tehdejších purkmistrů a představitelů městské správy. Sokl je tvořený plastikami lvů, ve frontonu je znak města Prostějova.  Při jihovýchodním nároží budovy jsou bohatě zdobené plátované dveře. Kované pásy vytvářejí kosočtvercová pole s reliéfem českého lva, tři pole v horní části nesou erby s letopočty: schellenberský 1390, pernštejnský 1490 a lichtenštejnský 1599. Vztahují se k významným událostem  v historii města. 
Druhé patro hlavního průčelí tvoří slepá atika s motivy vlaštovčích ocasů. V bočním křídle jsou umístěny provozní místnosti muzea. Do jeho jižní fasády je druhotně zazděn empírový dvojitý portál, který sem byl přenesen z tzv. „Staré valchy“ po její asanaci v roce 1929. Obě budovy jsou komunikačně propojeny průchodem přes otevřený arkýř ve druhém nadzemním podlaží. 
Dispozice interiéru hlavní budovy je barokní z konce 17. století. Jednoramenné schodiště se na podestě dělí na dvouramenné. Klenby jsou valené s lunetami.